# NYKロジスティックスジャパン
NYKロジスティックスジャパン（えぬわいけいロジスティックスジャパン、NYK Logistics (Japan)）は、かつて株式会社ジェイアイティーとNYKロジスティックスジャパン株式会社が合併し、社名をNYKロジスティックスジャパン株式会社として営業を開始した日本郵船の物流事業を担う子会社。

2010年10月に郵船航空サービス株式会社と合併し、郵船ロジスティクス株式会社となった。

## 会社概要
2007年10月1日に株式会社ジェイアイティーを存続会社とし、旧NYKロジスティックスジャパン株式会社と合併し、新生NYKロジスティックスジャパン株式会社が誕生。
株式会社ジェイアイティーは、1983年12月にジャパン・インターモーダル・トランスポート株式会社として設立され、2001年6月に株式会社ジェイアイティーと社名変更してNVOCC事業を展開。
一方、旧NYKロジスティックスジャパン株式会社は、2004年4月30日に日本郵船グループの海外物流ネットワークと連携した一貫輸送物流および国内のサード・パーティー・ロジスティクス(3PL)を主な事業として設立された。
日系の物流業者としては随一の海外ネットワークを誇る。

## 沿革
- 1983年 ジャパン・インターモーダル・トランスポート株式会社設立。
- 2001年 ジャパン・インターモーダル・トランスポート株式会社が株式会社ジェイアイティーと社名変更。
- 2004年 NYKロジスティックスジャパン株式会社設立。
- 2007年 株式会社ジェイアイティーとNYKロジスティックスジャパン株式会社が合併。

## 事業所
2008年（平成20年）8月現在の主な事業所は以下の通り。
- 本店 東京
- 支店 大阪、名古屋
- 事務所 横浜

## 国内ネットワーク
- ユニエツクス　東京、横浜、神戸
- 旭運輸　名古屋
- 郵船港運　大阪
- ジェネック　博多
- ヒロクラ　広島
- 郵船海陸 苫小牧
- 横浜共立倉庫　横浜

## 海外ネットワーク
- オーストラリア
- ベルギー
- ブラジル
- カナダ
- チリ
- 中国
- CIS
- チェコ
- フランス
- ドイツ
- ハンガリー
- 香港
- スペイン
- インド
- インドネシア
- イタリア
- マレーシア
- メキシコ
- オランダ
- フィリピン
- ポーランド
- スカンジナビア
- 南アフリカ
- シンガポール
- スリランカ
- 台湾
- タイ
- アラブ首長国連邦
- イギリス
- アメリカ合衆国
- ベトナム